# Oude Kerk (Barneveld)
De Oude Kerk (voorheen Grote- of Odolphuskerk) in het Gelderse dorp Barneveld is een gotische hallenkerk. Het gebouw is eigendom van de hervormde gemeente van Barneveld (PKN) en wordt gebruikt voor kerkdiensten, concerten en kooruitvoeringen. Dit Rijksmonument telt 1.100 zitplaatsen.

## Geschiedenis
Het bisdom Utrecht maakt in de 12e of 13e eeuw voor het eerst melding van een kerk in Barneveld. Oorspronkelijk was het een kruiskerk, maar door meerdere uitbreidingen (laatste in 1930) is de huidige vorm ontstaan. In 1421 werd de kerk ernstig beschadigd door brand tijdens de strijd tussen de Utrechtsen en de Geldersen. In 1482, tijdens de Hoekse en Kabeljauwse twisten sprong volgens de overlevering de in het nauw gedreven Kabeljauw Jan van Schaffelaar van de toren van de kerk. Op het kerkplein is een standbeeld van hem te zien. De vierkante toren is in 1828 compleet herbouwd. Net onder de spits bevindt zich sinds 1963 het carillon. Dit was eerder lager in de toren gesitueerd. Lucas Willem Baron van Essen tot Helbergen, heer van Landgoed Schaffelaar en zijn echtgenote de dichteres Margriet Barones de Cocq Van Haeften zijn in de kerk begraven in respectievelijk 1791 en 1793.

## Carillon
De toren van de kerk bevat een carillon bestaande uit 49 klokken: 17 klokken van de Engelse firma Gillett en Johnston zijn in 1927 geïnstalleerd door Klokkengieterij Eijsbouts. 1 klok is van Petit & Fritsen (1998). 2 klokken zijn van Van Bergen (1977). 29 klokken zijn van Eijsbouts. In een van de grootste klokken is een herinneringstekst gegoten ter ere van het 40-jarig ambtsjubileum van voormalig burgemeester Van Nagell van Barneveld. De beiaardier van het carillon is Boudewijn Zwart.

## Orgel
Reeds halverwege de 16e eeuw was er sprake van een Renesse-orgel in de kerk. Het huidige zogenaamde Paradijsorgel dateert van 1765. het is in 1955 gerenoveerd door Ernst Leeflang uit Apeldoorn. In 1983 werd het instrument gerestaureerd.